# Hans Lala
Hans Lala (* 8. November 1921 in Linz, Oberösterreich; † 23. März 2001 ebenda) war ein österreichischer Politiker (SPÖ).

## Leben
Hans Lala absolvierte nach dem Besuch der Pflichtschulen die Lehre zum Beruf des Fliesenlegers. 1945 wurde er Beamter im Landesarbeitsamt für Oberösterreich und im selben Jahr sozialistischer Vertrauensobmann in der Gewerkschaft öffentlicher Dienst. Von 1961 bis 1968 übte er das Amt des Fraktionsvorsitzenden der Gewerkschaft öffentlicher Bediensteter Oberösterreich aus, weiters war er von 1965 bis 1968 Mitglied des SPÖ-Bundesvorstandes.
Seine politische Karriere begann im Jahr 1955, als er in den Gemeinderat der oberösterreichischen Landeshauptstadt Linz gewählt wurde. 1967 wurde er vom einfachen Gemeinderatsmitglied zum Stadtrat gewählt, dem zwei Jahre später, 1969, die Wahl zum Linzer Vizebürgermeister unter dem amtierenden SP-Bürgermeister Franz Hillinger folgte. In dieser Funktion war er bis 1983 tätig.
Auf bundespolitischer Ebene gehörte Hans Lala von März 1965 bis November 1967 als Mitglied dem Bundesrat an.
Er wurde am Urnenhain Linz-Urfahr bestattet.

## Auszeichnungen (Auswahl)
- 1973: Großes Ehrenzeichen für Verdienste um die Republik Österreich
- 1981: Oberösterreichisches Landes-Sportehrenzeichen
- 1981: Viktor-Adler-Plakette
- 1983: Ehrenring der Stadt Linz